# 恋する☆オンガク
『恋する☆オンガク』（こいするオンガク）は、基本放送時間は毎週日曜 12:00 - 13:00（放送開始から2016年3月までは毎週土曜7:00-8:00、最終回のみ12:00 - 13:30）に山口放送（KRY）ラジオで放送されていた音楽番組である。通称は「恋オン」。

## メインパーソナリティ
- 大河原あゆみ（2012年4月7日-2013年10月）『大河原あゆみの恋する☆オンガク』として放送
- 徳田琴美（2013年11月-2019年3月）『徳田琴美の恋する☆オンガク』として放送
- 高松綾香（2019年4月-2023年3月26日）『高松綾香の恋する☆オンガク』として放送

## 概要
- タイトルは担当アナに合わせている。
- 大河原と徳田の担当時期は、パーソナリティ自身が企画構成・原稿制作・ゲストのキャスティング・インタビュー・編集・選曲・音響まで1人で制作していた。

## 主なコーナー
番組終了時
- KRY J-HITS COUNTDOWN
- Billboard DATABASE
- 綾チョイス
高松がおススメをする1曲を掛けるコーナー。ただし月末のみ、深海魚について高松が熱く語る内容となる。
- FANTASTIC TIME
FANTASTICS from EXILE TRIBEの木村慧人が出演し、高松とトークを行う。
- Artist Voice

過去
- プロフェッショナルに聞く「心の音楽」
様々な仕事にスポットを当てて、仕事の醍醐味やモットーをインタビューし、お勧めの1曲を教えてもらう。
- 青春ミュージック
学生たちと電話をつなぎ、恋愛相談や人生相談に乗ったり、今の流行をインタビューする。